# Фридрих Вилхелм фон Реден
Фридрих Вилхелм Ото Лудвиг Фрайхер фон Реден (на немски: Friedrich Wilhelm Otto Ludwig Freiherr von Reden), с псевдоним Фридрих Вимунд, е немски статистик и политик. Смятан е за пионер на статистиката като цяло и на финансовата статистика в частност.

## Биография
Роден е на 11 февруари 1804 година в замъка Вендлинхаузен (Липе). Син е на хановерския оберлейтенант Клаус фон Реден (1774 – 1840) и Филипин Огюст Амели от рода Книге, писателка и преводачка. Посещава училища в Лемго и Детмолд и учи право и камерални науки в Гьотинген. В Гьотинген става член на Корпус Лунабургия. Там той получава докторската си степен през 1823 година, а следващата година постъпва на държавна служба в Хановерското кралство. Издига се до помощник-офицер в Министерството на търговията. От 1832 година е избран в първата камера на хановерския парламент.
През 1834 г. е един от съоснователите на търговската асоциация на Кралство Хановер; до 1840 г. е генерален секретар на организацията. В знак на протест срещу отмяната на конституцията през 1837 г. Реден напуска държавната служба. През следващите години той работи като писател и пътува из Европа. Между 1841 и 1843 г. е специален директор и по този начин старши служител на железопътната компания „Берлин-Щетинер“. През 1843 г. Реден се присъединява към пруското министерство на външните работи като консултант по индустриални и търговски въпроси. Той е един от организаторите на Германското търговско изложение в Берлин (1844). През 1846 г. Реден е съосновател на Асоциацията за немска статистика и е редактор на вестника на асоциацията.
След началото на революцията от 1848 г. е избран за депутат във Франкфуртското национално събрание. Там той е член на фракцията Westendhall и на икономическата комисия. Докладчик за германското търговско законодателство в пленума на парламента. През това време той временно е и член на втората камара на Хановерския парламент. Провежда кампания за приемането на конституцията Паулскирхе дори след началото на контрареволюцията в Прусия.
Оттогава Реден работи като автор на свободна практика и живее във Виена от 1854 г. Там той участва и в международния конгрес по статистика през 1857 г. малко преди смъртта си. Смятан е за пионер на статистиката като цяло и на финансовата статистика в частност. Икономическата статистика и по-специално железопътната статистика са в центъра на неговите публикации. През 1856 г. е избран за член на Леополдина
Подобно на дядо си, Адолф Фрайхер Книге, Реден принадлежи към масонството.

## Сведения за българите
В труда си Die Türkei und Griechenland in ihrer Entwicklungs-Fähigkeit: Eine geschichtlich-statistische Skizze, издадена в 1856 година, Фридрих фон Реден дава  редица сведения за характера, нравите, бита и броя на българите, населяващи европейската част на Османската империя. както и в съседните държави като Русия.
| „ | Най-многобройното племе в Европейска Турция са славяните, ако българите се разглеждат като клон на същото. Въпреки че същинските българи са от угрийски произход, те все пак се обединили бързо с по-многобройните подчинени на тях славяни в един народ с предимно славянски облик, което било свързано с приемането на християнството, с въвеждането на славянската литургия и употребата на кирилицата. Освен провинция България, в голямата си част с българи са населени и Румелия, Македония, а спорадично Тесалия, Албания и южната част на Сърбия. При значителното разширение на този народ, който живее от устието на Дунав надолу до гръцката граница и свързва Османската империя в две точно противоположни точки със съседните държави, допускането за броя на жителите от 4 1/2 милиона изглежда достоверно, от които 2 1/4 милиона могат да се причислят към същинската провинция България. В съседните части на Русия се намират 80 000 <...> Османската империя отучила българите постепенно от военния заанаят и ги насочила към препитание от земеделие и животновъдство. Оттам и оживлението в подобряване на собственото им имуществено положение е най-отличителната черта на българите в сравнение с останалите племена в Турция, без това да обяснява името им на най-работна и прилежна част от славянския род, с което се ползват у много по-нови етнографи <...> Най-работни са жените, които наред с грижите си за домакинството и участието им в обработването на земята се занимават прилежно с предене и плетене. В градовете българите са старателни търговци <...> Българите се отличават със своята чистота на нравите си, поради което браковете са най-често щастливи и надарени с много на брой деца. Един развод, който в Дунавските княжества е ежедневие, в България е почти нечувано нещо <...> Дори чумата намира по-рядко прием при българите, които вземат предпазни мерки, отколкото при фаталистичните мохамедани. | “ |

## Избрани трудове
- Die Türkei und Griechenland in ihrer Entwicklungs-Fähigkeit: Eine geschichtlich-statistische Skizze. Frankfurt am Main, Völcker, 1856
- Denkschrift über die österreichische Gewerbe-Ausstellung in Wien 1845, deren Verhältnis zur Industrie des Deutschen Zollvereins und die gegenseitigen Handelsbeziehungen. Berlin: Schroeder, 1846
- Zeitschrift des Vereins für Deutsche Statistik, unter Mitarbeit mehrerer Mitarbeiter hrsg. von Friedrich Wilhelm von Reden, Verein für Deutsche Statistik, Berlin: Schneider [Nummern 1.1847 - 2.1848; damit Erscheinen eingestellt
- Erwerbs- und Verkehrs-Statistik des Königstaats Preussen. In vergleichender Darstellung, Darmstadt: Jonghaus, 1853 (4 Teile)